# Széchenyi Lajos (politikus)
Széchenyi Lajos (Erdőcsokonya, Vas vármegye, 1902. október 28. – Buenos Aires, Argentína, 1963. június 21.) magyar földbirtokos, szélsőjobboldali politikus, országgyűlési képviselő.

## Élete
1902. október 28-án született a Somogy vármegyei Erdőcsokonyán, római katolikus vallásban, mint a neves Széchenyi család leszármazottja, Széchenyi Géza (1860–1930) és Hoyos Terézia (1882–1953) fiaként. Középiskolai tanulmányai után gazdasági akadémiát végzett, majd családi birtokain kezdett gazdálkodni.
Szimpátiája korán a hungarizmus felé fordult, a nemzeti szocialista mozgalomnak lelkes eszmei és egyben anyagi támogatója is volt, jövedelmének tekintélyes részét fordította pártpolitikai célokra. 1938 decemberében a Hungarista Mozgalom Szálasi Ferenc szabadlábra helyezése érdekében nagy tüntetést szervezett Budapesten, s e megmozdulásnak ő volt a főszervezője. E szerepvállalása miatt egy időre rendőri felügyelet alá helyezték és internálták.
Az 1939. évi általános választásokon országgyűlési képviselővé választották a Nyilaskeresztes Párt jelöltjeként a budapesti déli választókerületben, illetve a közös soproni és Sopron vármegyei lajstromos választókerületben is, de ez utóbbi mandátumát tartotta meg. 
A második világháború után a tengerentúlra menekült, ott is élt haláláig.